# 제17회 제천국제음악영화제
제17회 제천국제음악영화제는 2021년 8월 12일에 열린 시상식이다.

## 수상 및 후보

### 세계 음악영화의 흐름 - 국제경쟁 작품상
- 천 명의 락커, 하나의 밴드 - 아니타 리바로일 수상

### 세계 음악영화의 흐름 – 국제경쟁 스페셜 언급
- 헬무트 라헨만 - 마이 웨이 - 빕케 푀펠 수상
- 더 컨덕터 - 매린 올솝 - 베르나데트 베겐슈타인 수상

### 한국 음악영화의 오늘 – 한국경쟁 작품상
- 난 공주, 이건 취미 - 정지운 수상
- 요선 - 장권호 수상

### 올해의 큐레이터
- 유혹은 밤 그림자처럼 - 마이크 피기스
- 냉혈한 - 리처드 브룩스
- 밤의 열기 속에서 - 노만 주이슨
- 팔로우 - 데이빗 로버트 미첼
- 라스베가스를 떠나며 - 마이크 피기스

### 세계 음악영화의 흐름
- 루카스 그레이엄의 7 Years - 르네 사샤 요한슨
- 패니: 락의 권리 - 바비 조 크랄스
- 헬무트 라헨만 - 마이 웨이 - 빕케 푀펠
- 폴리 스타이린: 나는 클리셰다 - 폴 셍 외 1명
- 소이 쿠바나 - 이바일로 게토브 외  1명
- 더 컨덕터 - 베르나데트 베겐슈타인
- 더 게더링: LA 재즈의 모든 것 - 토마스 페이지
- 야수의 밤 - 마우리시오 레이바 콕
- 더 스팍스 브라더스 - 에드가 라이트
- 천 명의 락커, 하나의 밴드 - 아니타 리바로일

### 세계 음악영화의 풍경
- 마 벨, 마이 뷰티 - 마리온 힐
- 락필드: 스튜디오 온 더 팜 - 한나 배리맨
- 소울 키즈 - 휴고 소벨만
- 양치기 여성과 일곱 노래 - 푸쉬펜드라 싱
- 파키스탄 1978 - 함자 뱅가쉬
- 혐오라는 이름의 노래 - 안나 힐더
- 아-하: 테이크 온미 - 아슬레우 홀름 외 1명
- 에일리 - 자밀라 위그낫
- 아바 - 사산 카리미
- 반다르 밴드 - 마니제 헤크맛
- 블론디 인 하바나 - 롭 로스
- 전장의 피아니스트 - 지미 카이루즈
- 라바콘 - 세바스티앙 오제
- 나는 잠은 덜 자고, 꿈은 더 꾼다 - 파올로 산타마리아
- 페이스와 브랑코 - 캐서린 하트
- 레코드 전쟁 - 리사 베일린 외 1명
- 아토미치 포토니치 - 다비데 모란도
- 아이쿠, 유명해져버렸어! - 에우둔 아문드센
- 날아갈 수 없다면 - 토마 크뮤히앙
- 제임스 - 안드레아 델라 모니카
- 재즈 카페 베이시 - 호시노 테츠야
- (들어줘) - 프랑수와 호스코벡
- 무료 음원 by 매클라우드 - 토마스 세이무어
- 오 블랙 홀! - 레니 잔
- 백 겹의 층 - 벤자민 데 부르카 외 1명
- 오실레이트 - 제레미 벨라
- 파시피코 오스쿠로 - 카밀라 벨트란
- 소울 - 피트 닥터
- 박제 - 테오 리스
- 주누의 신발 - 케다 슈레스타
- 잠자는 벌레 - 가네코 유리나
- 변성기소년합창단 - 마르티나 카를스테트 외 1명
- AI 비르투오소 - 니코 아메데오
- 위워데어 투비데어 - 마이크 플란테  외 1명

### 한국 음악영화의 풍경
- 배달의 하이바 - 강승희
- 아지트 라이브 프리미엄 - 새소년 - 다니엘전 외 1명
- 블루시티서울 - 정성준
- 댄싱 인 더 스트리트 - 김세희
- 신의 딸은 춤을 춘다 - 변성빈
- 라임크라임 - 이승환
- 맘맘미아 - 이용길
- 운석이 떨어졌으면 좋겠어 - 이상화
- 온더로드 - 이재한
- 재춘언니 - 이수정
- 송해 1927 - 윤재호
- 밴드의 탄생 - 손일성
- 피아니스트 - 조은선
- 타임투플레이; 뉴욕 버스커에 관하여 - 박서종
- 애타게 찾던 그대 - 이민섭
- 라임크라임 - 유재욱

### 사운드 앤 비전
- 오, 헤르츠! - 군나르 할 옌센
- 오페라의 밤 - 세르히 로즈니차
- 노이즈 심포니 - 엔리케 산체스 란쉬
- 이타적 무용 - 맷츠 로건
- 디스인테그레이션 루프 - 데이빗 웩슬러
- Floating Memories - 옥세영
- 갈란트 인디즈 - 필리프 베지아트
- 베토벤의 소리상자 - 올리비아 팅
- 위나그, 바젤, 혹은 나무 위에서 - 루츠 피 카이저

### 짐페이스: 엄정화
- 베스트셀러 - 이정호
- 댄싱퀸 - 이석훈
- 호로비츠를 위하여 - 권형진
- 오로라 공주 - 방은진
- 싱글즈 - 권칠인
- 미쓰 와이프 - 강효진

### 한국영화사는 음악영화사다 2021
- 잃어버린 얼굴 1895 - 이지나
- 미인 - 이형표
- 청춘 쌍곡선 - 한형모
- 워커힐에서 만납시다 - 한형모
- 반도의 봄 - 이병일
- 푸른 언덕 - 유동일
- 모녀 기타 - 강찬우
- 엘리지의 여왕 - 한형모
- 그대와 나 - 허영

### 한국 음악영화의 오늘: 장편
- 1247 - 송우진
- 혐오의 스타 - 정병식
- 상자루의 길 - 박철우
- 요선 - 장권호
- 아치의 노래, 정태춘 - 고영재

### 한국 음악영화의 오늘: 단편
- 자학 - 이안
- 엘리제를 위하여 - 이원영
- 루프 스테이션 - 정지환
- 구전가요 - 흐미
- 샤론컵밥 - 김소윤
- 내 무대에 침을 뱉어라 - 전아현
- 수, 의 동선 - 이윤석
- 북극점 - 양은주
- 팔도보부상 - 김서진
- 난 공주, 이건 취미 - 정지운
- 팬데믹에 패닉 된 펭귄 아줌마, 거문고 타고 날다. - 이인성
- 그 노래를 찾아라 - 조용환
- 떳다 그녀!! Another Step - 김근영

### 메이드 인 제천
- 정릉의 새벽 - 이승현
- 비창 - 이나라
- 구관이 명관 - 지어티 마르타 이레네
- 우리, 두리 - 이아현

### 스페셜 프레젠테이션
- 데이비드 번 아메리칸 유토피아 - 스파이크 리
- 빌리 홀리데이 - 리 다니엘스